# Mario Puccioni
Mario Puccioni (Mantua, 1749- Brescia, 1830) fue un naturalista y geólogo italiano. Publicó varios catálogos de plantas medicinales de las regiones del Carso y se le deben muy útiles estudios sobre las formaciones de los terrenos del Véneto y Giulia. Fue uno de los primeros naturalistas de Italia que reconoció y clasificó los fósiles de los Alpes lombardos.

## Obra
Escribió varias monografías sobre fitología, geología y espeleología que vieron la luz en la obra Alcune notizie sulla faune e flora primitive della Lombardia (Milán, 1814) escrita en colaboración con Bruno Sradelli.
- Datos: Q5998986

- El contenido de este artículo incorpora material del tomo 48 de la Enciclopedia Universal Ilustrada Europeo-Americana (Espasa), cuya publicación fue anterior a 1945, por lo que se encuentra en el dominio público.